# Miejsce Odrzanskie

Miejsce Odrzanskie [ˈmjɛi̯st͡sɛ ɔˈdʐaɲskʲɛ] (em alemão:  Mistitz) é um vilarejo no distrito administrativo da Comuna de Cisek, no Condado de Kędzierzyn-Koźle, Voivodia de Opole, no sudoeste da Polônia. Este vilarejo fica a aproximadamente 10 km ao sul de Cisek, 18 km ao sul de Kędzierzyn-Koźle e a 57 km ao sul da capital regional Opole.
Antes de 1945, a área fazia parte da Alemanha e era conhecida como Mistitz. Após a Segunda Guerra Mundial, a região foi colocada sob administração polonesa pelo Tratado de Potsdam, sob as mudanças territoriais exigidas pela União Soviética. A maioria dos alemães fugiu ou foi expulso e substituídos por poloneses expulsos das áreas polonesas anexadas pela União Soviética.
Miejsce Odrzanskie ganhou notoriedade por estar a quase uma década registrando tendo somente nascimento de meninas, já que desde 2010, as autoridades do vilarejo, que tem pouco mais de 300 moradores, afirmam que não há registros de nascimento de meninos na localidade.[carece de fontes?]

## Atrações Turísticas

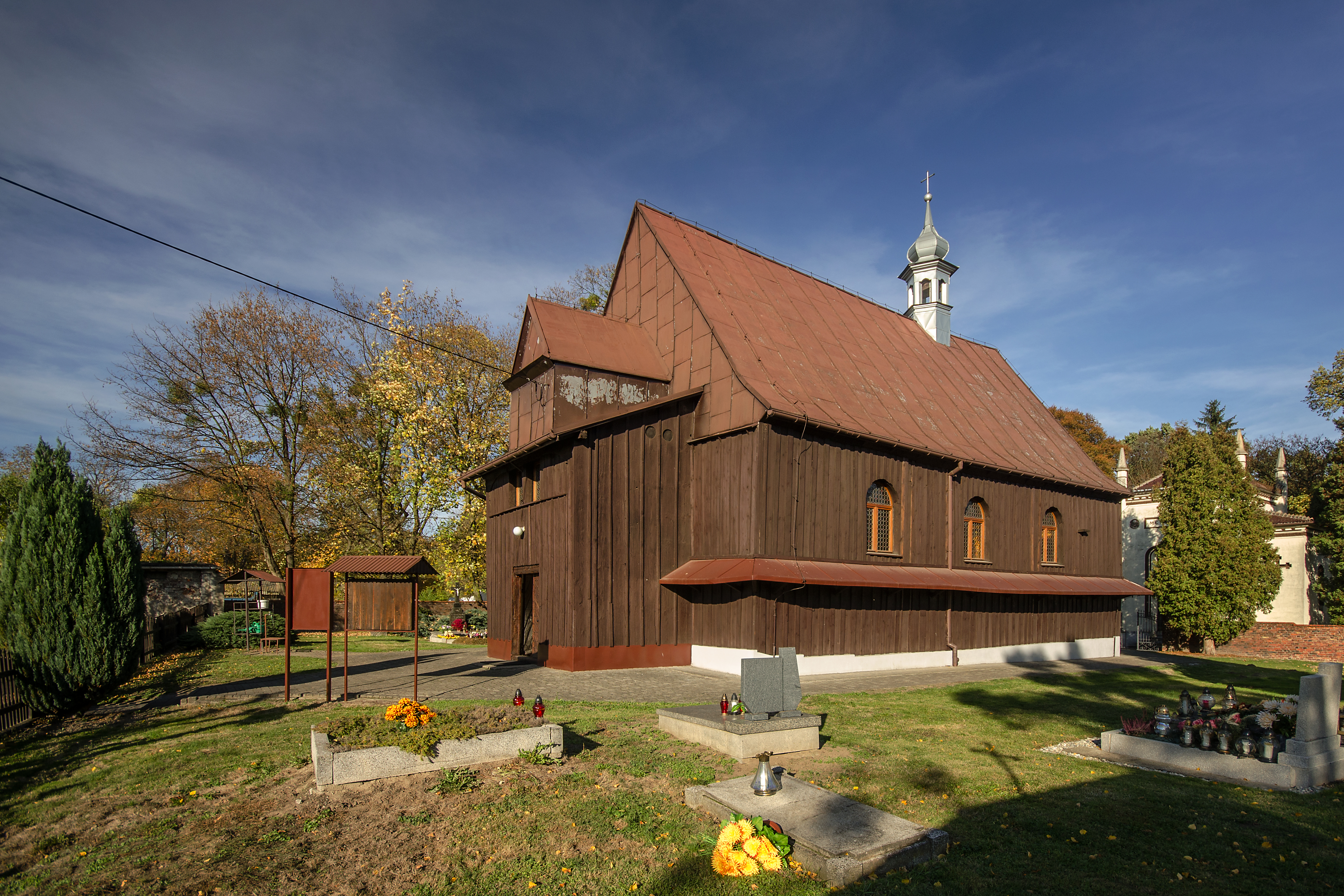
Igreja da Santíssima Trindade em Miejsce Odrzańskie.

A principal atração turística da localidade é a Igreja da Santíssima Trindade, uma capela de madeira que pertence à Paróquia de São Jorge em Sławików, parte da Diocese Católica Romana de Opole.
A igreja foi construída em 1770 pelo carpinteiro Henryk Henschl.

## Pessoas Notáveis
- Günther von Reibnitz (1894–1983)